# Balthazar Ayala
Pour les articles homonymes, voir Ayala.
Balthazar Ayala (né à Anvers en 1548– mort à Alost le 1er septembre 1584), juge des Pays-Bas espagnols, exerçait au cours des premières décennies de la guerre de Quatre-Vingts Ans. Il est l'auteur d'un traité sur le droit de la guerre qui bénéficia longtemps d'une grande autorité.

## Biographie
Fils d'un négociant en drap venu de Cambrai, Gregorio Ayala, et d'Agnès Rainalmia, Ayala est né à Anvers. Il sortit licencié in utroque jure de l’Université de Louvain. Le 27 mai 1580, le Prince de Parme le nomma juge suprême de l'Armée des Flandres.
Le 20 Janvier 1583, il était nommé maître des requêtes au Grand Conseil de Malines, puis siégea en audience à Namur dans le cadre de la répression des Gueux. En 1584, il fut émissaire de la Couronne d'Espagne (qui n'existait pas encore), chargé d'épurer la magistrature à Breda, Herentals, Lierre et sans doute aussi à Alost, où il mourut.
De ses cinq frères, deux exercèrent des charges officielles : Grégoire, suivit le même cursus et devint membre du Conseil de Brabant ; quant à Philippe, il fut chargé d'une ambassade auprès de Henri IV.

## Œuvres
- De jure et officiis bellicis et disciplina militari (Douai, Jean Bogard, 1582). Seconde édition, Anvers[3], 1597.
  - traduction en anglais publiée en 1912 par Carnegie Institution Classics of International Law series[4].